# Jórunn Viðar
Pour les articles homonymes, voir Vidar.
Jórunn Viðar, née le 7 décembre 1918 à Reykjavik (Islande) et morte le 27 février 2017, est une compositrice et pianiste islandaise.

## Biographie
Formation : Juilliard School

## Œuvre
- Gestaboð um nótt (texte : Einar Bragi Sigurðsson)
- Glugginn (texte : Halldór Kiljan Laxness)
- Hvítur hestur í tunglskini (texte : Aðalsteinn Kristmundsson)
- Im Kahn (texte : Cäsar Flaischlen)
- Júnímorgunn (texte : Tómas Guðmundsson)
- Kall sat undir kletti (texte : Halldóra B. Björnsson)
- Mamma ætlar að sofna (texte : Davið Stefansson)
- Sönglað á göngu (texte : Valgarður Egilsson)
- Þjóðvísa (texte : Tómas Guðmundsson)
- Únglíngurinn í skóginum (texte : Halldór Kiljan Laxness)
- Varpaljóð á Hörpu (texte : Jakobína Sigurðardóttir)
- Við Kínafljót (texte : Þorgeir Sveinbjarnarson)
- Vökuró (texte : Jakobína Sigurðardóttir)  (covered par Björk sur son album Medúlla)
- Vorljóð á Ýli (texte : Jakobína Sigurðardóttir)
- Það á að gefa börnum brauð (texte : inconnu)
- Vort líf (texte : Aðalsteinn Kristmundsson)[2]